# Astronomie d'observation

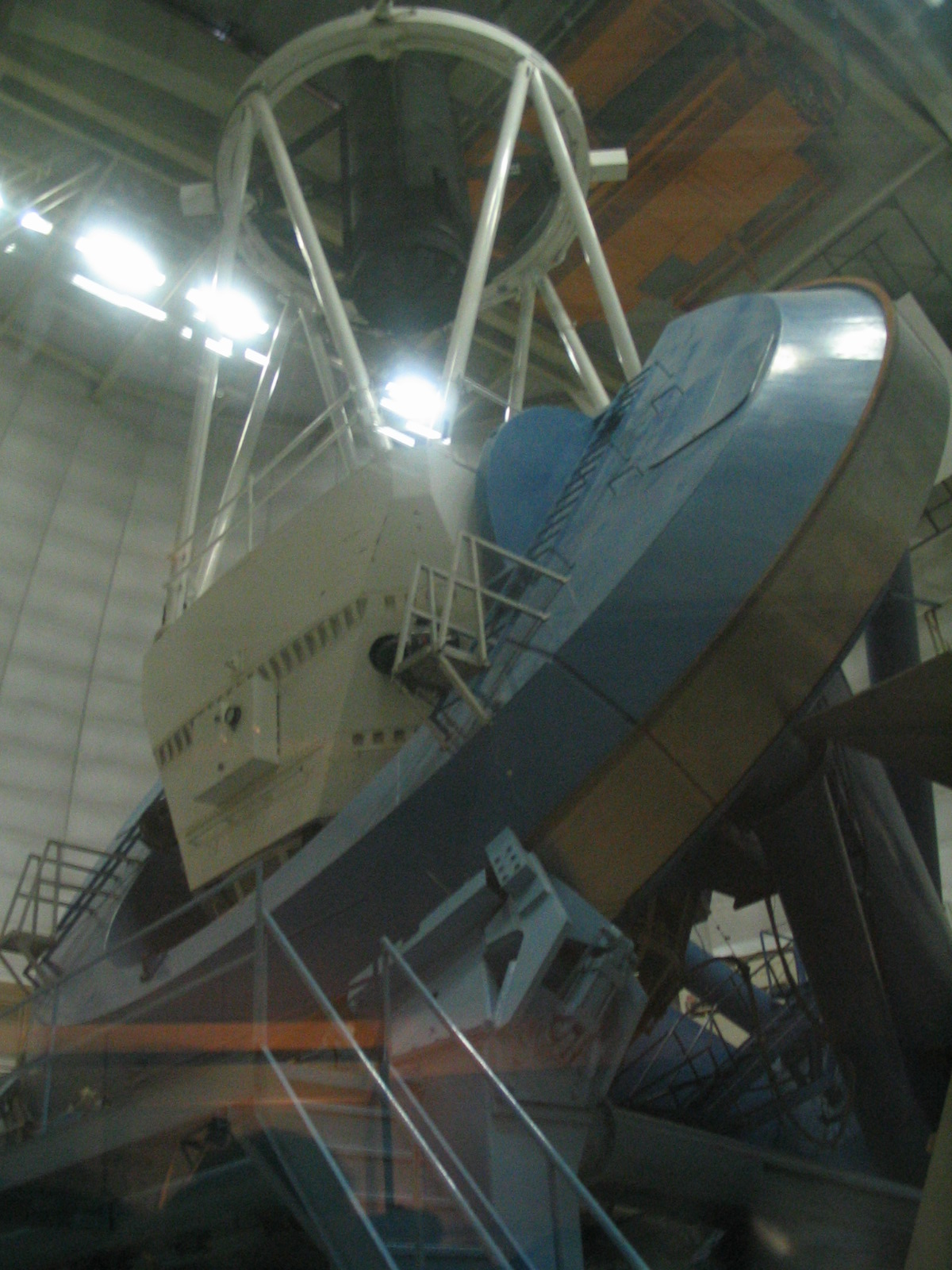
Le télescope Mayall à l'observatoire national de Kitt Peak.

L'astronomie d'observation ou astronomie observationnelle est la partie « pratique » de l'astronomie, basée sur des observations astronomiques. Elle est à l'origine du processus de création et de validation des théories astrophysiques. Elle peut soit confirmer des calculs et modèles déjà établis, soit révéler des phénomènes inconnus, que les théoriciens s'efforcent d'expliquer.

## Histoire
La pratique de l'astronomie d'observation remonte à plusieurs siècles avant la naissance de Jésus-Christ. Avant que la lunette astronomique et le télescope ne soient inventés, les observations se faisaient à l'œil nu : c'est ce que l'on appelle l'astronomie pré-télescopique. Aujourd'hui, il y a essentiellement deux types d'observation astronomique : celle pratiquée par les professionnels et celle pratiquée par les amateurs.
Le lien entre amateurs et professionnels est assuré par une filière de l'union astronomique internationale, à savoir le bureau des télégrammes astronomiques, ou Central Bureau for Astronomical Telegrams. Ce rôle de liaison a été par exemple illustré lors de la découverte de la comète Hale-Bopp.

## Observations des professionnels
Les professionnels disposent des plus puissants télescopes automatisés, qu'ils utilisent à des fins scientifiques. Ils sont à l'origine de la plupart des grandes découvertes astrophysiques.
L'utilisation d'instruments automatisés permet d'observer et de détecter avec précision des corps célestes, à différents endroits et différents moments. Ceci peut par exemple permettre de calculer leurs caractéristiques orbitales, comme illustré par l'observation du bolide rasant du 13 octobre 1990.

## Observations des amateurs
Les astronomes amateurs sont utiles pour la recherche de par leur nombre et leur motivation, dans les domaines de la recherche de supernovae, de comètes, pour le suivi de chaque étoile variable, en spectroscopie, ou durant des phénomènes éphémères, comme une pluie de météorites. Certains amateurs participent ainsi, selon leurs moyens, à des découvertes importantes.
La plupart des astronomes amateurs pratique avant tout l'observation des astres pour le pur plaisir des yeux. Équipés de simples jumelles, de lunettes ou de télescopes, un amateur peut observer des astres nombreux et variés.
Tout commence généralement par l'apprentissage des constellations, extrêmement utiles pour se familiariser avec le ciel nocturne, et pour localiser précisément des zones sur la voûte céleste, des directions où pointer un instrument. De plus, les planètes du système solaire, brillantes et faciles à repérer, visibles dans les plus petits instruments, sont la cible privilégiée des amateurs.
Des phénomènes éphémères, telles que les pluies de météorites et les aurores boréales peuvent par ailleurs être observés.
Enfin, certains amateurs observent les objets du ciel profond, autrement dit tous les astres situés au-delà des limites du système solaire. On distingue essentiellement les amas stellaires, les nébuleuses, les étoiles multiples, les étoiles variables, puis les galaxies, voire les amas de galaxies.
De nombreux amateurs se lancent également dans l'astrophotographie, à l'aide d'appareils argentiques, de caméras numériques (CCD), ou plus récemment de webcam modifiées.

## Découvertes
L'astronomie d'observation a conduit à de nombreuses découvertes.
- Urbain Le Verrier avait prédit l'existence de Neptune grâce à son influence gravitationnelle sur Uranus, à une position que l'observation a confirmée ultérieurement.
- Certains amateurs traquent les comètes, et en découvrent parfois de célèbres, telle celles de Hale-Bopp, découverte simultanément en 1995 par deux amateurs américains dont elle porte les noms. La brillante comète Hyakutake a elle aussi été identifiée par l'amateur japonais éponyme en 1996.